# Gurban Khalilov
Gurban Khalilov (en azéri : Qurban Əli oğlu Xəlilov ; né le 15 novembre 1906  à Ardabil et mort le 20 mars 2000 à Bakou) est un homme politique azerbaïdjanais, président du Présidium du Soviet suprême de la RSS d'Azerbaïdjan.

## Biographie
À l'âge de 15 ans, Gurban Khalilov commence à travailler comme ouvrier à l'usine Nobel du district de Kechla à Bakou.
En 1933 il achève ses études à l'Institut du pétrole d'Azerbaïdjan. En 1932-1935 et 1937, il travaille comme ingénieur et directeur d'atelier à l'usine du nom de Kirov à Bakou. En 1935–1936, il est engagé dans l'armée soviétique, en 1937–1942, il est directeur des usines de construction de machines du lieutenant Schmidt; en 1942–1945 il travaille en tant que secrétaire du comité du parti de la ville de Bakou.

## Carrière
Gurban Khalilov est l’organisateur de la production de masse du lance-roquettes Katyusha pendant les années de guerre. Il était chargé de superviser l'envoi ininterrompu d'armes et de munitions au front.
En 1945-1955, Gurban Khalilov travaille comme chef adjoint des associations "Azneft" et "Azneftkashfiyyat" (exploration), vice-ministre de l'économie d'État, chef du département de la construction et vice-ministre de l'industrie des matériaux de construction de la RSS d'Azerbaïdjan. Gurban Khalilov , vice-président du comité exécutif de la ville de Bakou et ministre de l'industrie locale de la RSS d'Azerbaïdjan en 1955–1958, ministre des Finances de la RSS d'Azerbaïdjan en 1958–1969.  En 1969 il est élu président du Présidium du Soviet suprême de la RSS d'Azerbaïdjan, et, en même temps, vice-président du Présidium du Soviet suprême de l'URSS en 1970.
Gurban Khalilov était également président de la Société azerbaïdjanaise pour la protection des monuments historiques et culturels.

## Mémoire
Sur ordre du président Ilham Aliyev, la plaque commémorative a été placée dans la maison où vivait G. Khalilov (rue Nizami 70), et l'une des rues de Bakou a été nommée en son honneur.

## Décorations
- Ordre de Lénine
- Ordre de la Révolution d'Octobre
- Ordre du Drapeau rouge du Travail
- Ordre de l'Étoile rouge